# 田村正浩
田村 正浩（たむら まさひろ、1961年4月22日 - ）は、近畿地方を拠点に活動している日本のフリーアナウンサー。タムラモータウン代表。

## 来歴
兵庫県西宮市甲子園生まれ、神戸市育ち。兵庫県立鳴尾高等学校を卒業後、愛媛大学法文学部法学科へ一度進学したが、中退して明治大学農学部農業経済学科に入り直した。明治大学在学時には放送研究会に所属し、東京アナウンスアカデミーにも通っていた。
1986年4月に北日本放送 (KNB) に入社し、制作部所属のアナウンサーとして3年間活動。その後は東京支社へ転勤し、営業職に従事していた。
1991年8月、同年10月の開局を控えていた青森朝日放送 (ABA) に入社。同局のアナウンサー1期生となり、スポーツ関係を主に担当した。また、青森県出身ボクサーの畑山隆則に密着取材したドキュメンタリー番組を自ら手掛けるなど、一部のコンテンツではプロデューサーも兼務していた（田村曰く「アナデューサー」）。ニュース番組なども担当し、2000年9月に報道制作部の副部長に昇進してからはANN系列のスポーツニュースデスクとアナウンスデスクを務めていた。他に青森営業部の副部長も務めていた。
2002年3月に青森朝日放送を退社し、フリーアナウンサーに転身。以後は近畿地方を拠点に活動している。スポーツ関係では、高校野球の地方予選や日本プロバスケットボールリーグ（bjリーグ）の試合での実況を主に担当し、前述の畑山隆則が出演するトークイベントの司会を務めている。テレビ大阪、ラジオ大阪、ラジオ関西においてはニュースキャスターとニュースデスクを務めていた。他に阪南大学流通学部、大阪商業大学総合経営学部、サン放送アカデミーなどの講師も務めている。

## 担当番組
脚注の無いデータは、いずれもアナネット（下記外部リンク節を参照）に掲載されていたプロフィールからの参考。

### テレビ番組
- ビバ!クイズ（北日本放送） - 司会
- ABAステーション（青森朝日放送） - キャスター[8]
- スーパーJチャンネルABA（青森朝日放送） - 金曜17時台担当[9]
- ニュースBIZ（テレビ大阪） - ニュース担当、ナレーター

### ラジオ番組
- AMラジオ土曜だチャ！（KNBラジオ）
- タムタムのお好み倶楽部（KNBラジオ）
- ゆうがた じもとラジオ（BAN-BANラジオ）

### ネット配信番組
- タムタムタイム（大阪松原インターネット放送局）

## 執筆
- 高校野球ドットコム（WoodStock） - ライター[8]